# Супутник супутника
Супутник супутника — гіпотетичне небесне тіло природного походження, яке обертається навколо супутника іншого небесного тіла.
На середину 2010-х супутники природного походження у супутників не знайдені.

## Пошуки можливих кандидатів

### Місяць

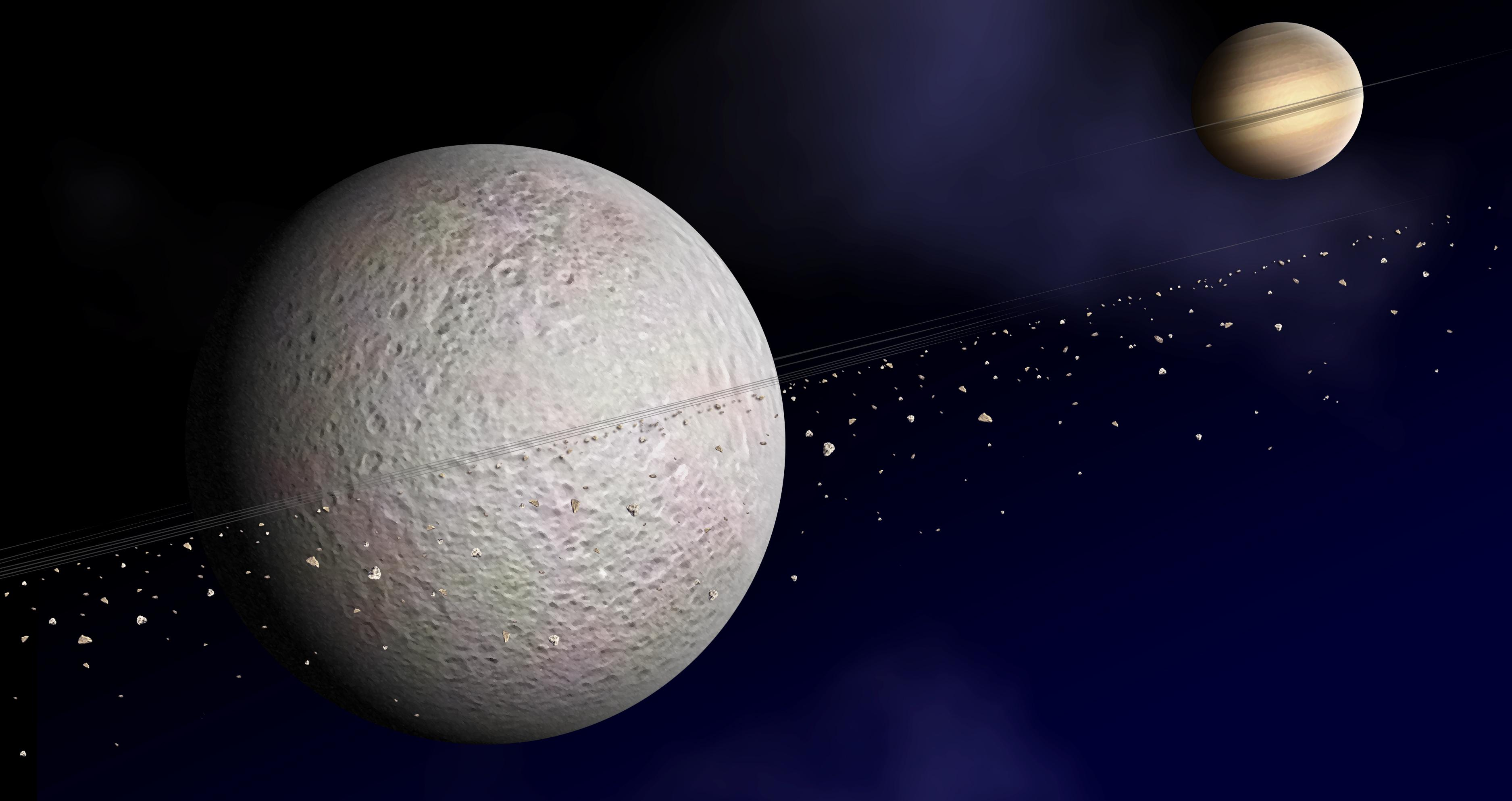
Передбачувані кільця Реї в поданні художника.

У минулому ставилося питання про те, чи є у Місяця власні супутники. Зокрема, пошук супутника Місяця провів (з негативним результатом) Едвард Барнард, який намагався виявити його, вивчаючи фотографії Місяця, зроблені в телескоп під час місячного затемнення. Едвард Пікерінг також прийшов до негативного результату і зробив висновок, що супутник Місяця, якщо він існує, не може мати діаметра більше 3 метрів.
У другій половині XX століття в результаті дослідження гравітаційного поля Місяця за допомогою автоматичних станцій стало відомо, що Місяць не може мати довгострокових супутників, оскільки ніякі навколомісячні орбіти не є стійкими. Низькі орбіти швидко деградують через вплив масконів, високі — через гравітаційне обурення Землі та Сонця. Через це будь-який супутник Місяця рано чи пізно (за час від декількох днів до декількох років) або зіткнеться з поверхнею Місяця при зниженні перицентра його орбіти, або зійде з орбіти. У 2001 році, проте, після докладного картографування місячної поверхні виявилося, що вибір параметрів орбіти, заснований на дуже точному обліку гравітаційних аномалій (так звані «заморожені орбіти») може істотно збільшити цей час.

### Рея
У більшості випадків припливні сили з боку головного тіла роблять орбіти вторинних супутників нестійкими. Однак розрахунки, виконані після можливого виявлення системи кілець навколо природного супутника Сатурна Реї показують, що її супутники могли б мати стійку орбіту. Крім того, вузькість імовірно знайдених кілець могла б означати також і наявність супутників-пастухів у Реї. Однак на знімках зроблених космічним апаратом «Кассіні» наявність кільця у Реї не було підтверджено.

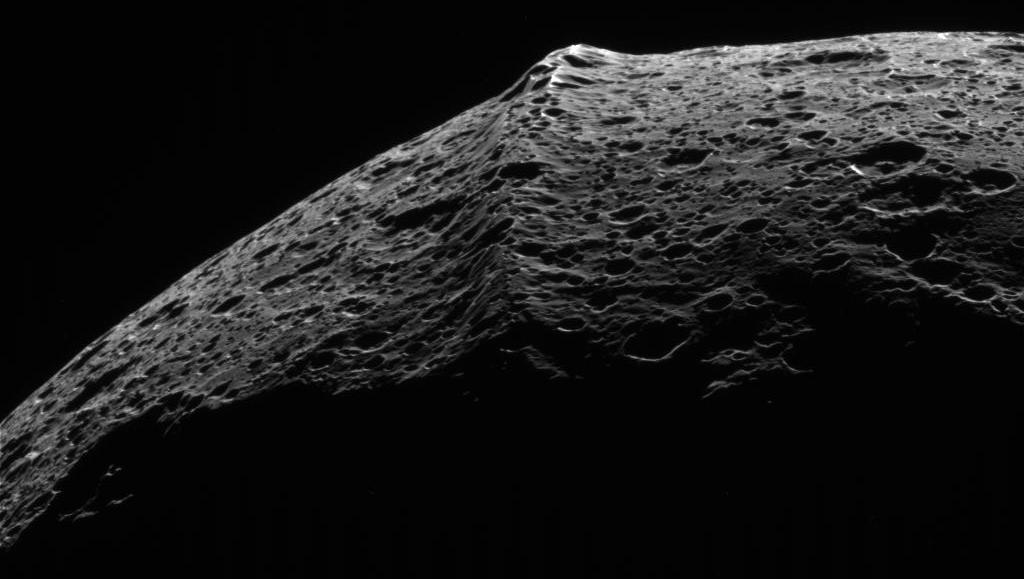
Кільцевій гірський хребет на Япеті.

### Япет
Одна з гіпотез, які пояснюють походження кільцевого гірського хребта на екваторі Япета, передбачала наявність у нього супутника в минулому. Руйнування супутника при падінні на Япет могло б привести до утворення подібного хребта. Однак інші знімки Япета не підтверджують цю гіпотезу, а вказують на тектонічне походження цього хребта.